# Silnik tłokowy

Silnik tłokowy gwiazdowy

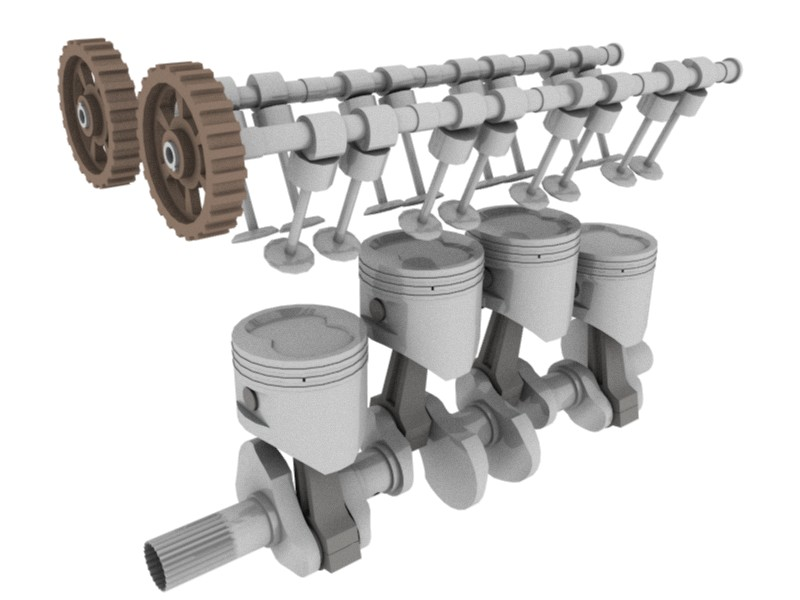
Elementy ruchome silnika rzędowego

Silnik tłokowy – silnik, który do wytwarzania pracy wykorzystuje tłoki poruszające się w cylindrach. Tłoki najczęściej są połączone z wałem korbowym, od którego odbierany jest moment obrotowy.
Najbardziej znanymi silnikami tłokowymi są spalinowe silniki tłokowe i silniki parowe tłokowe, jednak termin ten przypisywany jest najczęściej już tylko tym pierwszym, między innymi dlatego, że już dawno porzucono prace rozwojowe maszyn parowych.

## Klasyfikacja
Ze względu na czynnik roboczy
- silniki spalinowe tłokowe
- silniki parowe
- silniki pneumatyczne
- silniki hydrauliczne

 Ze względu na ustawienie cylindrów:
- silniki rzędowe
- silniki widlaste (w układzie V)
- silniki gwiazdowe
- silniki w układzie przeciwsobnym („bokser”)
- silniki w układach specjalnych: dwurzędowy, X i delta

Ze względu na rodzaj ruchu tłoka
- silniki z tłokiem posuwisto-zwrotnym
- silnik z tłokami przeciwbieżnymi
- silniki z tłokiem obrotowym („silnik Wankla”)

Ze względu na liczbę suwów w cyklu roboczym
- silniki dwusuwowe
- silniki czterosuwowe

Ze względu na prędkość obrotową (zakresy prędkości determinujące ten podział są bardzo umowne)
- silniki szybkoobrotowe
- silniki średnioobrotowe
- silniki wolnoobrotowe

Ze względu na średnią prędkość tłoka (zakresy prędkości determinujące ten podział są bardzo umowne)
- silniki szybkobieżne
- silniki średniobieżne
- silniki wolnobieżne

Ze względu na sposób prowadzenia tłoka
- silniki bezwodzikowe
- silniki wodzikowe lub krzyżulcowe (wodzik dwustronny).